# Phrictus xanthopterus
Phrictus xanthopterus är en insektsart som beskrevs av Schmidt 1910. Phrictus xanthopterus ingår i släktet Phrictus och familjen lyktstritar. Inga underarter finns listade i Catalogue of Life.